# Natalia Pliacam
Natalia Pliacam, nombre artístico de Assadayut Khunviseadpong, es una artista drag tailandesa, conocida por ganar la primera temporada de Drag Race Thailand, el spin-off tailandés de RuPaul's Drag Race.

## Biografía
Khunviseadpong es de ascendencia china y posee una empresa de fabricación de ataúdes con sede en el área de Chinatown de Bangkok. Tomó clases de baile a partir de 1997 y enseñó animación a estudiantes sordos durante diez años en el Club de Estudiantes de la Universidad de Rangsit. Comenzó a hacer drag en 2006, cuando participó y ganó el concurso de belleza "Miss AC/DC", que implica crear una personalidad específica de un país. Eligió Estados Unidos, y el nombre Natalia Pliacam proviene de la ganadora de Miss Universo 2005 Natalie Glebova y de una marca de analgésicos. La parte "Pliacam" de su nombre drag también es un juego de palabras que se puede traducir como "labios cansados" en español. Se identifica como gay.

## Drag Race
Pliacam fue anunciada como una de las diez concursantes de la primera temporada de Drag Race Thailand, que comenzó a transmitirse el 15 de febrero de 2018.  Durante el programa, Pliacam ganó tres desafíos principales y un desafío de pasarela. Avanzó entre las tres finalistas junto con Annee Maywong y Dearis Doll hasta el episodio final en vivo el 5 de abril de 2018. Realizó un lip sync personalizado con "Queen of the Night" de Whitney Houston para su último desafío. Pliacam es la primera ganadora de  de talla grande de la franquicia Drag Race; Más tarde la seguiría Lawrence Chaney, quien ganó la segunda temporada de RuPaul's Drag Race UK.

## Política
El 5 de febrero de 2019, Pliacam anunció que se postularía para el Congreso, buscando un escaño en el Partido Local Tailandés, haciendo campaña en una sólida plataforma de cuestiones LGBTIQ+.

## Filmografía

### Televisión
| Año  | Título                   | Papel      | Notas                  |
| ---- | ------------------------ | ---------- | ---------------------- |
| 2018 | Drag Race Thailand       | Ella misma | Concursante - Ganadora |
| 2019 | Lip Sync Battle Thailand | Ella misma | Invitada               |

### Series web
| Año           | Título   | Papel      | Notas          |
| ------------- | -------- | ---------- | -------------- |
| 2018-presente | DragDaek | Ella misma | Copresentadora |

| Predecesora: - | Ganadora de Drag Race Thailand 2018 | Sucesora: Angele Anang |